# Зимина, Юлия Александровна
Ю́лия Алекса́ндровна Зимина́ (род. 4 июля 1981, Красный Кут, Саратовская область) — российская актриса театра и кино, телеведущая.

## Биография
Родилась 4 июля 1981 года в Красный Кут Саратовской области в семье ветеринарного врача Александра Петровича и школьной учительницы Зои Григорьевны Зиминых. Некоторое время семья жила в посёлке Краснокутского зооветтехникума в пяти километрах от Красного Кута. Сестра Елена — руководитель народного хора.
Со второго класса  училась в музыкальной школе, которую окончила на отлично. Ещё в детстве твёрдо решила стать актрисой. В 1999 году поступила на актёрский факультет Саратовской консерватории (курс Риммы Беляковой). Учёбу девушка окончила в 2003 году, сыграв несколько ролей в дипломных спектаклях.
Работала в «Классном театре» в Москве.
В 2004 году среди 200 претенденток режиссёр Рауф Кубаев выбрал для съёмок в роли Кармелиты в телесериале «Кармелита». Ещё раз пройдя кинопробы, Юлия была утверждена на главную роль Кармелиты.
В 2006 году в составе российской команды девушка приняла участие в телеигре «Форт Боярд».
С 4 августа 2010 года — ведущая передачи «Доброе утро» на «Первом канале», сменив Александра Мирзаяна.
В 2010 году принимала участие в телешоу «Танцы со звёздами» в паре с танцором Николаем Пантюхиным.
В 2011 году снялась в клипе Dj Boyko & Katy Queen «Я люблю тебя».
С 8 сентября по 29 декабря 2013 участвовала в паре с фигуристом Петром Чернышёвым в телешоу Первого канала «Ледниковый период-4».

## Личная жизнь
Во время съёмок сериала «Кармелита» Юлия начала встречаться с исполнителем роли цыгана Стёпки, Владимиром Череповским. Однако вскоре пара рассталась.
В 2010—2013 годах Зимина встречалась с актёром Максимом Щёголевым.
Весной 2015 года родила дочь Серафиму.
В 2020 году вышла замуж.

## Творчество

### Роли в театре

#### Учебные и дипломные работы
- «Бешеные деньги» А. Н. Островского — Лидия Чебоксарова
- «Невольницы» А. Н. Островского — Евлампия Андреевна
- «Обыкновенное чудо» Е.Л Шварца — фрейлина принцессы
- «Кровавая свадьба» Ф. Лорка — тёща Леонардо
- «Семья вурдалаков» А. Н. Толстого — Софья

#### «Классный театр»
- «Семья вурдалаков»
- «Герой нашего времени» M. Лермонтова
- «Горе от ума» A. Грибоедова

#### Продюсерский центр Омитра
- 2006 — «Буря в стакане воды» Э. Скриб — Абигайль, племянница герцогини Мальборо

#### «VIP Театр»
- 2009 — «Большая зебра» П. Урсула — Сидони

## Фильмография
| Год       |   | Название                                                               | Роль                        |
| --------- | - | ---------------------------------------------------------------------- | --------------------------- |
| 2005      | с | Кармелита                                                              | Кармелита                   |
| 2006      | с | Студенты International                                                 | Диана                       |
| 2007      | с | Я сыщик                                                                | Екатерина Сергеевна Симонец |
| 2008      | с | Монтекристо                                                            | Инга                        |
| 2009      | ф | Непридуманное убийство                                                 | Регина                      |
| 2009      | ф | Стриптиз-клуб                                                          | Жанна                       |
| 2009      | с | Суд                                                                    | Вероника Маслова            |
| 2009      | ф | Ясновидящая                                                            | Елена                       |
| 2009—2010 | с | Кармелита. Цыганская страсть                                           | Кармелита                   |
| 2010      | ф | Что скрывает любовь                                                    | Альбина Сергеевна           |
| 2011      | с | Наследница                                                             | Марина Дмитриевна Котова    |
| 2013      | с | Братья по обмену 1 и 2                                                 | Светлана                    |
| 2014      | с | Между двух огней                                                       | Софья                       |
| 2014      | ф | Фейк: Береги себя                                                      | подруга Альфии              |
| 2016      | ф | Женщина его мечты                                                      | Вероника                    |
| 2017      | с | Воронины (444 серия)                                                   | Марина, девушка Андрея      |
| 2018      | с | Тот, кто читает мысли (Менталист) (серия № 3 «Охотница за миллионами») | Вероника Георгиевна Павлова |
| 2018      | с | Ивановы-Ивановы (серия № 39)                                           | Алиса, подруга Дианы        |
| 2018      | ф | Ну, здравствуй, Оксана Соколова!                                       | корреспондент телекомпании  |
| 2018      | ф | Вечная жизнь Александра Христофорова                                   | Лена, аниматор              |
| 2019      | ф | Три в одном 5                                                          | Виктория Гудкова            |
| 2024      | с | Красный 5                                                              | Елена                       |

## Озвучивание мультфильмов
- 2017 — Сказочный патруль и его спин-офф — Василиса Васильевна Премудрая (Вась Вась)
- 2021 — Кощей. Начало — Василиса Васильевна Премудрая